# The Man Who Wouldn't Die (film, 1942)
Pour plus de détails, voir Fiche technique et Distribution.
The Man Who Wouldn't Die est un film américain réalisé par Herbert I. Leeds, sorti en 1942, avec Lloyd Nolan, Marjorie Weaver, Helene Reynolds et Henry Wilcoxon dans les rôles principaux. Il s'agit de la cinquième des sept réalisations consacré aux aventures du détective privé Mike Shayne et produite par la 20th Century Fox avec Lloyd Nolan dans le rôle principal.

## Synopsis
Catherine Woff (Marjorie Weaver), la fille du riche Dudley Woff (Paul Harvey), est menacée par un homme censé être mort et enterré. Pour démêler cette histoire, Catherine fait appel au détective privé Michael Shayne (Lloyd Nolan).

## Fiche technique
- Titre original : The Man Who Wouldn't Die
- Réalisation : Herbert I. Leeds
- Scénario : Arnaud d'Usseau d'après le roman Pas de bière pour le cadavre (No Coffin for the Corpse) de Clayton Rawson et le personnage du détective privé Mike Shayne de Brett Halliday
- Photographie : Joseph MacDonald
- Musique : Charles Bradshaw, David Raksin et Emil Newman
- Montage : Fred Allen
- Décors : Thomas Little
- Costumes : Herschel McCoy
- Direction artistique : Richard Day et Lewis Creber (en)
- Producteur : Sol M. Wurtzel
- Société de production : 20th Century Fox
- Pays de production : États-Unis
- Format : Noir et blanc
- Genre cinématographique : Film policier, film noir
- Durée : 65 minutes
- Dates de sortie :
  - États-Unis : 27 avril 1942 (première à New York)
  - États-Unis : 1er mai 1942

## Distribution
- Lloyd Nolan : le détective privé Michael Shayne
- Marjorie Weaver : Catherine Wolff
- Helene Reynolds : Anna Wolff
- Henry Wilcoxon : Dr. Haggard
- Richard Derr : Roger Blake
- Paul Harvey : Dudley Wolff
- Billy Bevan : Phillips
- Olin Howland : chef de la police Jonathan Meek
- Robert Emmett Keane : Alfred Dunning
- LeRoy Mason : Zorah Bey
- Jeff Corey : Coroner Tim Larsen
- Francis Ford

Et, parmi les acteurs et actrices non crédités :
- Harry Carter (en)
- Helen Flint
- Charles Irwin

## Autour du film
- Entre 1940 et 1942, la compagnie 20th Century Fox produit une série de sept films consacrés aux aventures du détective privé Mike Shayne créé par le romancier américain Brett Halliday. Ce personnage est interprété par Lloyd Nolan et ce film est le cinquième de la série.